# Vágváralja
Vágváralja (1899-ig Vág-Podhrágy, szlovákul Považské Podhradie) Vágbeszterce településrésze Szlovákiában, a Trencséni kerület Vágbesztercei járásában.

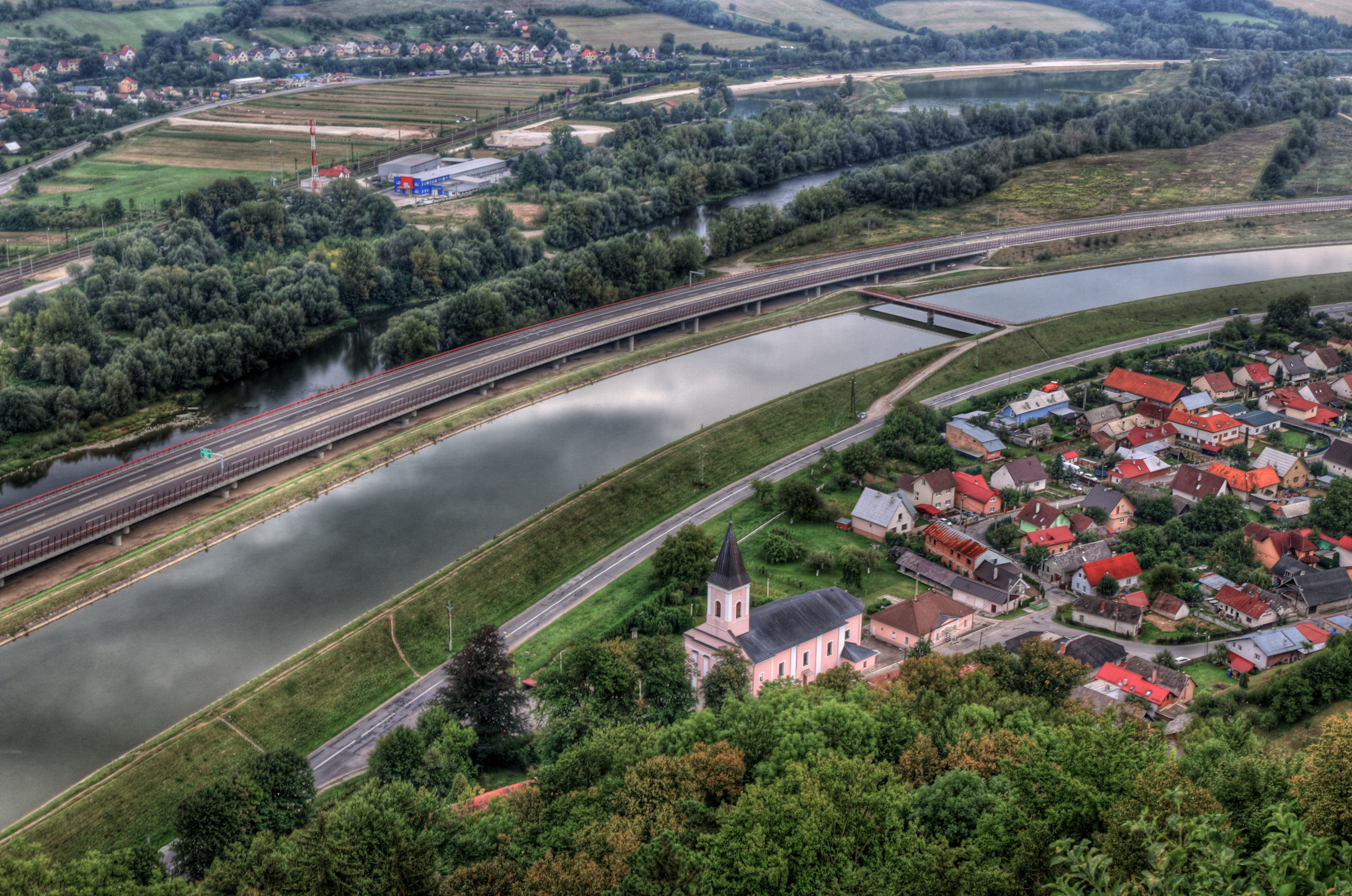
Látkép

## Fekvése
Vágbeszterce város központjától 2 km-re északra, a Vág jobb partján fekszik.

## Története
A falu felett a 13. században emelt vár Csák Máté tulajdonában volt, majd királyi vár lett. 1458-tól a Podmaniczkyaké, akik 1526 után rablóvárrá változtatták. Ezután a Balassáké, akiktől összeesküvés miatt elkobozták. 1631-ben a Balassák a faluban reneszánsz várkastélyt építettek, amely ma is fennáll. 1689-ben a régi várat a császáriak felrobbantották.
A 18. század végén Vályi András így ír róla: „V. Besztertze Podhrágynak földes Urai Gróf Balassa, és Gróf Szapáry Uraságok, a’ kiknek kastéllyaikkal ékesíttetik; lakosaik katolikusok, és másfélék, határbéli földgyeik közép termékenységűek, réttyek, legelőjök meglehetős, vagyonnyaik is középszerűek lévén, második osztálybéliek.”
Fényes Elek 1851-ben kiadott geográfiai szótárában így ír a faluról: „Podhrágy, tót falu, Trencsén vmegyében, Beszterczéhez 1/2 óra, a beszterczei meredek kőszálon álló régi várnak tövében, a Vágh jobb partján. Lakja 486 kath., 8 zsidó. – Ékesiti a gr. Szapáry, hegyoldalban épült csinos rézzel fedett vár-kastélya. Ebben lakik a podhrágyi plebánus is, és az isteni szolgálatot az udvari kápolnában szokta végbevinni. F. u. b. Balassa, gr. Szapáry. Ut. p. Zsolna.”
1910-ben 413, túlnyomórészt szlovák lakosa volt. A trianoni békéig Trencsén vármegye Vágbesztercei járásához tartozott.
1971-ben Vágbesztercéhez csatolták.

## Nevezetességei
- A falu felett, a Vág jobb partján emelkedő hegy csúcsát koronázza Vágbeszterce vára emeletnyi magas maradványa.
- Szent László király tiszteletére szentelt római katolikus temploma.
- A 17. századi reneszánsz Balassa-várkastély.
- A Mérey-család barokk kastélya.

## Külső hivatkozások
- Vágváralja Szlovákia térképén

## Lásd még
- Vágbeszterce
- Alsóhidas
- Felsőhidas
- Kisfarkasd
- Milohó
- Nemeskvassó
- Paraznó
- Podmanin
- Sebestyénfalva
- Vágalja
- Vághéve
- Vágzsigmondháza